# Torrevecchia Teatina
Torrevecchia Teatina – miejscowość i gmina we Włoszech, w regionie Abruzja, w prowincji Chieti.
Według danych na rok 2004 gminę zamieszkiwało 3746 osób, 267,6 os./km².